# ? (álbum)
?, también conocido como Bersuit? es el noveno álbum de estudio de la banda de rock argentina Bersuit Vergarabat. El disco salió a la venta el 28 de noviembre de 2007 en Argentina y el primer corte de difusión fue la canción "Laten Bolas".
En la tapa del álbum el símbolo "?" aparece formado por la cabeza y nuca de Gustavo Cordera.

## Presentación del CD
El álbum salió a la venta en iTunes el 15 de enero de 2008. El disco fue oficialmente presentado el 25 de enero de 2008 en el patinódromo de Mar del Plata. Además, la banda hizo una exitosa gira por España a la cual llamó Gira España 2007 - De Ahí Soy Yo e hizo una presentación en los estudios de MuchMusic en Buenos Aires.

## Lista de canciones
El CD tiene 12 canciones.
| N.º | Título                                            | Letras                            | Música           | Duración |  |
| 1.  | «Laten Bolas»                                     | Gustavo Cordera/Pepe Céspedes     | La Bersuit       | 3:50     |  |
| 2.  | «De Ahí Soy Yo»                                   | Jorge Raúl Alarcón/Martín/Cordera | Cordera/Céspedes | 5:27     |  |
| 3.  | «Mi Vida»                                         | Jorge Raúl Alarcón/Martín/Cordera | Cordera/Céspedes | 3:03     |  |
| 4.  | «Ebrio de Sinrazón»                               | Verenzuela                        | Verenzuela       | 4:01     |  |
| 5.  | «Rebelión» (con la participación de Ciro Pertusi) | Cordera                           | Cordera/Céspedes | 3:44     |  |
| 6.  | «Humor Linyera»                                   | Subirá                            | Subirá           | 3:33     |  |
| 7.  | «Siempre el Mismo»                                | Suárez/Cordera                    | Cordera/Céspedes | 5:12     |  |
| 8.  | «Luna Hermosa»                                    | Subirá                            | Verenzuela       | 3:16     |  |
| 9.  | «El Lechero»                                      | Cordera                           | Cordera/Céspedes | 4:02     |  |
| 10. | «No me Paranoiqueen»                              | Suárez/Cordera                    | Cordera/Céspedes | 4:16     |  |
| 11. | «Ansiando Libertad»                               | Cordera                           | Cordera          | 4:22     |  |
| 12. | «El Guerrero»                                     | Suárez/Martín/Cordera/Subirá      | Cordera/Céspedes | 4:56     |  |

## Músicos
- Gustavo Cordera: Voz
- Daniel Suárez: Coros
- Germán Sbarbati: Coros
- Juan Subirá: Teclados y voz
- Alberto Verenzuela: Guitarra y voz
- Oscar Righi: Guitarra
- Pepe Céspedes: Bajo
- Carlos Martín: Batería

## Videoclips
- "Laten Bolas"
- "Mi Vida"
- "Ansiando Libertad"

## Posicionamiento en listas

### Listas semanales
| Lista (2007)      | Mejor posición |
| ----------------- | -------------- |
| Argentina (CAPIF) | 1              |